# 中国-俄罗斯博览会
中国-俄罗斯博览会（俄语：Российско-Китайское ЭКСПО，英语：China-Russia Expo)，简称中俄博览会，是在中国黑龙江省哈尔滨市举行的大型国际经贸博览会。中俄博览会的前身为中国·哈尔滨国际经济贸易洽谈会，2014年在哈洽会的基础上升级为中俄博览会，由中国商务部、黑龙江省人民政府、俄罗斯联邦工业和贸易部、俄罗斯联邦经济发展部联合主办，黑龙江省会展事务局、国家商务部贸发局承办，中方组委会秘书处常设办公室设立在黑龙江省会展事务局。首届和第二届“中俄博览会”分别于2014年和2015年在哈尔滨举行，与哈洽会会同期举办。从2016年开始，每奇数年在俄罗斯叶卡捷琳堡举办中俄博览会，哈洽会正常举办，偶数年会址迁往哈尔滨与哈洽会同时举行。

## 历史
2013年10月，中俄两国总理定期会晤期间，李克强和梅德韦杰夫商定将“中国·哈尔滨国际经济贸易洽谈会”升级为“中国-俄罗斯博览会”。
2015年12月18日，中俄总理第二十次定期会晤决定第三届中俄博览会于2016年7月10日至14日在俄罗斯叶卡捷琳堡国际会议中心，与俄罗斯叶卡捷琳堡工业创新展同期举办。从这届“中俄博览会”开始，将由俄罗斯和中国轮流举办，中方永久轮值举办城市定为哈尔滨市。

## 历届概况
| 届次 | 举办时间                | 举办城市         | 参展国家及地区数 | 室内展位   | 室外展场    | 注                           |
| ---- | ----------------------- | ---------------- | ---------------- | ---------- | ----------- | ---------------------------- |
| 1    | 2014年6月30日-7月4日    | 中国哈尔滨       | 67               | 3000个展位 | 8.6万平方米 | 同期举行第25届哈洽会         |
| 2    | 2015年10月12日-10月16日 | 中国哈尔滨       | 103              | 3000个展位 | 8.6万平方米 | 同期举行第26届哈洽会         |
| 3    | 2016年7月11日-11月14日  | 俄羅斯叶卡捷琳堡 | 95               | 478个展位  | 4万平方米   | 同年在哈尔滨举行第27届哈洽会 |
| 4    | 2016年6月15日-6月19日   | 中国哈尔滨       | 74               | 2550个展位 | 8.6万平方米 | 同期举行第28届哈洽会         |
| 5    | 2018年7月9日-7月12日    | 俄羅斯叶卡捷琳堡 |                  |            |             | 同年在哈尔滨举行第29届哈洽会 |
| 6    | 2019年6月15日-6月19日   | 中国哈尔滨       | 74               | 3000个展位 | 8.6万平方米 | 同年在哈尔滨举行第30届哈洽会 |
| 7    | 2021年7月6日-7月9日     | 俄羅斯叶卡捷琳堡 |                  |            |             | 同年在哈尔滨举行第31届哈洽会 |